# 郓安王
郓安王，中国古代封爵之一。

## 元朝
封地不详，为金印螭纽王。
- 桑哥不剌，尚普纳公主，至顺三年（1332年），元文宗封普纳为郓安大长公主，赐桑哥不剌金印，封郓安王，职千户。